# Ebba Hay
Ebba Hay, född 11 december 1866 i Jönköping, död 26 maj 1954 i Järstorp, var en svensk tennisspelare.
Ebba Hay var dotter till industrimannen Anders Bernhard Hay och syster till Berndt Hay. Hon hörde till klubbarna Jönköpings LTK och Kungliga Lawntennisklubben. År 1912 blev hon bland annat DM-mästare för Småland. Samma år deltog hon i Olympiska sommarspelen i Stockholm och med sina 45 år var hon äldst av de 53 kvinnor tävlade. Hon spelade mixed dubbel inomhus med 20 år yngre Frans Möller (1886–1954) från KLTK Stockholm. Hay och Möller förlorade mot det brittiska paret Theodore Mavrogordato och Mabel Parton med setsiffrorna 2-0 i match.
På den officiella svenska rankingen var Ebba Hay rankad bland de tre bästa under perioden 1907–1913. Detta bidrog till att hon kom att ingå i kommittén för Lawn Tennis vid Stockholms-OS. Hennes klubb KLTK var vid denna tid den dominerande tennisklubben i Sverige och fick ansvar för träningen av de olympiska tennisspelarna av organisationskommitté.